# Năng Tĩnh
Năng Tĩnh là một phường thuộc thành phố Nam Định, tỉnh Nam Định, Việt Nam.

## Địa lý
Phường Năng Tĩnh có vị trí địa lý:
- Phía đông giáp các phường Cửa Nam, Nam Vân và huyện Nam Trực
- Phía tây giáp phường Trường Thi
- Phía nam giáp huyện Nam Trực
- Phía bắc giáp phường Trần Hưng Đạo.

Phường Năng Tĩnh có diện tích 2,06 km², dân số năm 2022 là 31.126 người, mật độ dân số đạt 15.109 người/km².

## Lịch sử
Năm 1954, thành lập khu phố Năng Tĩnh.
Ngày 21 tháng 4 năm 1965, Ủy ban Thường vụ Quốc hội ban hành Quyết định số 103-NQ-TVQH về việc thành lập tỉnh Nam Hà trên cơ sở tỉnh Hà Nam và tỉnh Nam Định. Khi đó, phường Năng Tĩnh thuộc thành phố Nam Định, tỉnh Nam Hà.
Ngày 27 tháng 12 năm 1975, Quốc hội ban hành Nghị quyết về việc thành lập tỉnh Hà Nam Ninh trên cơ sở tỉnh Nam Hà và tỉnh Ninh Bình. Khi đó, phường Năng Tĩnh thuộc thành phố Nam Định, tỉnh Hà Nam Ninh.
Ngày 23 tháng 4 năm 1985, Hội đồng Bộ trưởng Quyết định số 142-HĐBT về việc:
- Sáp nhập 14 tổ dân phố với 3.015 nhân khẩu của phường Trần Hưng Đạo và 8 tổ dân phố với 1.200 nhân khẩu của phường Trần Đăng Ninh vào phường Năng Tĩnh.
- Chia phường Năng Tĩnh thành phường Năng Tĩnh và phường Ngô Quyền.

Phường Năng Tĩnh có 60 tổ dân phố với 11.504 nhân khẩu.
Phường Ngô Quyền có 44 tổ dân phố với 8.442 nhân khẩu.
Ngày 26 tháng 12 năm 1991, Quốc hội ban hành Nghị quyết về việc chia tỉnh Hà Nam Ninh thành tỉnh Nam Hà và tỉnh Ninh Bình. Khi đó, phường Năng Tĩnh thuộc thành phố Nam Định, tỉnh Nam Hà.
Ngày 6 tháng 11 năm 1996, Quốc hội ban hành Nghị quyết về việc chia tỉnh Nam Hà thành tỉnh Nam Định và tỉnh Hà Nam. Khi đó, phường Năng Tĩnh thuộc thành phố Nam Định, tỉnh Nam Định.
Ngày 9 tháng 1 năm 2004, Chính phủ ban hành Nghị định số 17/2004/NĐ-CP về việc thành lập phường Trần Quang Khải trên cơ sở điều chỉnh 90,60 ha diện tích tự nhiên và 8.489 nhân khẩu của phường Năng Tĩnh.
Sau khi điều chỉnh địa giới hành chính, phường Năng Tĩnh còn lại 80 ha diện tích tự nhiên và 10.224 nhân khẩu.
Ngày 2 tháng 12 năm 2021, HĐND tỉnh Nam Định ban hành Nghị quyết số 63/2021/NQ-HĐND về việc:
1. Phường Năng Tĩnh
- Thành lập tổ dân phố số 1 trên cơ sở 7 tổ dân phố: 1, 2, 3, 4, 5, 6, 7.
- Thành lập tổ dân phố số 2 trên cơ sở 4 tổ dân phố: 8, 9, 10, 11
- Thành lập tổ dân phố số 3 trên cơ sở 4 tổ dân phố: 12, 13, 14, 15.
- Thành lập tổ dân phố số 4 trên cơ sở 4 tổ dân phố: 16, 17, 18, 19.
- Thành lập tổ dân phố số 5 trên cơ sở 4 tổ dân phố: 20, 21, 31, 32.
- Thành lập tổ dân phố số 6 trên cơ sở 4 tổ dân phố: 27, 28, 29, 30.
- Thành lập tổ dân phố số 7 trên cơ sở 5 tổ dân phố: 22, 23, 24, 25, 26.

2. Phường Ngô Quyền
- Thành lập tổ dân phố số 1 trên cơ sở tổ dân phố 1 và tổ dân phố 2.
- Thành lập tổ dân phố số 2 trên cơ sở 4 tổ dân phố: 3, 4, 5, 6.
- Thành lập tổ dân phố số 3 trên cơ sở 4 tổ dân phố: 7, 8, 9, 10.
- Thành lập tổ dân phố số 4 trên cơ sở 4 tổ dân phố: 11, 12, 13, 14.

3. Phường Trần Quang Khải
- Thành lập tổ dân phố số 1 trên cơ sở 4 tổ dân phố: 2, 3, 4, 5.
- Thành lập tổ dân phố số 2 trên cơ sở 3 tổ dân phố: 6, 7, 8.
- Thành lập tổ dân phố số 3 trên cơ sở tổ dân phố 10 và tổ dân phố 24.
- Thành lập tổ dân phố số 4 trên cơ sở 4 tổ dân phố: 9, 13, 14, 15.
- Thành lập tổ dân phố số 5 trên cơ sở 4 tổ dân phố: 16, 17, 18, 19.
- Thành lập tổ dân phố số 6 trên cơ sở 4 tổ dân phố: 20, 21, 22, 23.
- Thành lập tổ dân phố số 7 trên cơ sở 3 tổ dân phố: 1, 11, 12.

Tính đến ngày 31/12/2022, phường Ngô Quyền có 0,36 km² diện tích tự nhiên và quy mô dân số là 5.477 người; phường Trần Quang Khải có 0,91 km² diện tích tự nhiên và quy mô dân số là 12.702 người; phường Năng Tĩnh có 0,79 km² diện tích tự nhiên và quy mô dân số là 12.947 người.
Ngày 23 tháng 7 năm 2024, Ủy ban Thường vụ Quốc hội ban hành Nghị quyết số 1104/NQ-UBTVQH15 về việc sắp xếp đơn vị hành chính cấp huyện, cấp xã trên địa bàn tỉnh Nam Định (nghị quyết có hiệu lực từ ngày 1 tháng 9 năm 2024). Theo đó, sáp nhập toàn bộ 0,36 km² diện tích tự nhiên, quy mô dân số là 5.477 người của phường Ngô Quyền và toàn bộ 0,91 km² diện tích tự nhiên, quy mô dân số là 12.702 người của phường Trần Đăng Ninh vào phường Năng Tĩnh.
Phường Năng Tĩnh có 2,06 km² diện tích tự nhiên và quy mô dân số là 31.126 người.